# Juego de cañas

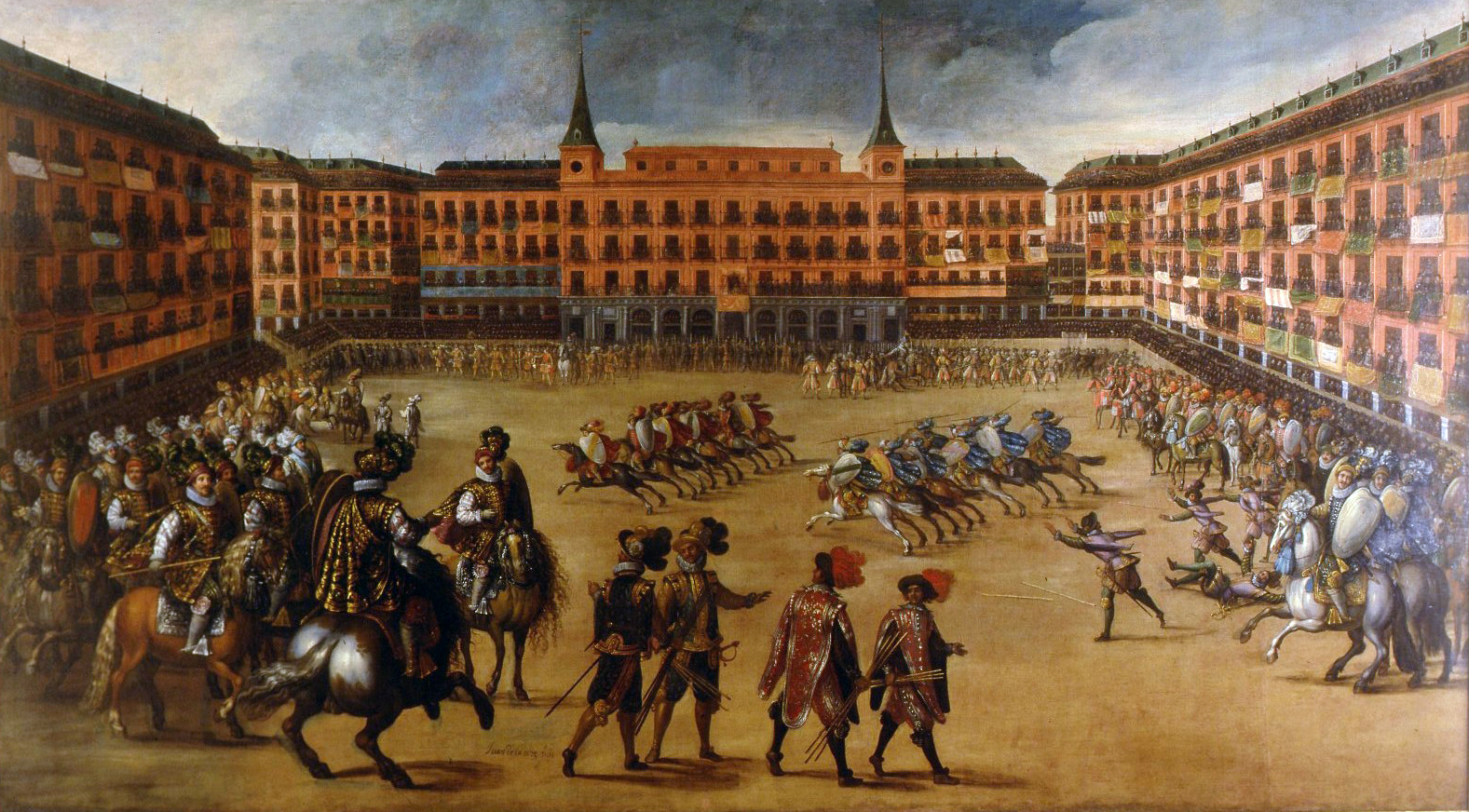
Juegos de cañas celebrados en el en la plaza Mayor de Madrid.

El Juego de cañas era un juego muy celebrado en la España del siglo XVI al XVIII, en muchas de sus Plazas Mayores. Los orígenes de la práctica de correr cañas, como era usual decir, se remontan a los antiguos romanos y fue introducido en España por los musulmanes. En América fue introducido por los españoles.
El espíritu del juego giraba en torno a simular una acción bélica o de combate. Consistía en hileras de hombres montados a caballo (normalmente nobles) tirándose cañas a modo de lanzas o dardos y parándolas con el escudo. Se hacían cargas de combate, escapando haciendo círculos o semicírculos en grupos de hileras.